# Procédure policière
La procédure policière (ou police procedural en anglais) est un sous-genre des fictions policières qui a pour but de présenter les activités des forces de polices au cours des enquêtes d'investigation. Au contraire des romans policiers traditionnels qui se concentrent uniquement sur un crime à la fois, la procédure policière présente au cours d'une même histoire, les enquêtes de différents meurtres sans lien. À l'inverse des mystères traditionnels au cours desquels une convention du milieu veut que l'identité du coupable soit dissimulée jusqu'à la fin (concept appelé le whodunit en anglais, "who's done it ?" ou "qui l'a fait ?"), dans les procédures policières, le criminel est souvent connu dès le début de l'histoire. La procédure policière contient d'autres sujets policiers, notamment les sciences forensiques, les autopsies, la collecte d'indices, l'utilisation des mandats d'arrêts, les interrogatoires et les filatures : en somme, tout ce qui fait partie du travail quotidien d'un policier.

## Historique
« Après une longue absence au cours des années 1930, le personnage du policier, délaissé au profit de celui du détective privé, réapparaît dans le roman américain à la fin de la Seconde Guerre mondiale » Si les membres des corps policiers du pays sont largement considérés, à l'instar des notables et des politiciens, comme des agents corrompus par la pègre pendant toute la période de la Prohibition, cette réputation s'estompe avec le temps, « d'autant que la recrudescence, après la guerre, de la délinquance juvénile et de la criminalité urbaine suscite un sentiment d'inquiétude dans presque toutes les couches sociales. Dès lors, consciemment ou non, le personnage du policier se trouve réhabilité dans le roman, comme il l'est dans la vie quotidienne. Il redevient le meilleur rempart contre les exactions du crime. »
C'est dans ce contexte que se développe le sous-genre de la procédure policière, où l'auteur s'astreint à décrire avec un haut degré de réalisme les méthodes, tâches et démarches légales et administratives d'un policier dans l'exercice de ses fonctions. Selon le critique américain Anthony Boucher, l'un des premiers exemples de récit de procédure policière est V comme victime (V as a Victim) de Lawrence Treat publié en 1945. Mais il faut attendre 1952, année de la publication du roman On recherche (Last Seen Wearing..., 1952) de Hillary Waugh pour lire le premier chef-d'œuvre où sont détaillées avec minutie toutes les étapes et les actions parfois ingrates qu'utilisent les policiers. Apparaît alors combien la résolution d'une affaire criminelle repose en réalité sur toute une équipe d'agents des forces de l'ordre et de spécialistes en criminologie, et non sur les facultés géniales d'un limier solitaire, souvent misanthrope ou excentrique.
Le souci de réalisme de la procédure policière est devenu, à partir des années 1950, la marque de fabrique de nombreux auteurs associés à ce sous-genre, notamment Ed McBain, Elizabeth Linington, Dorothy Uhnak, John Creasey, Lawrence Sanders, James McClure, Nicolas Freeling, Tony Hillerman et les Suédois Maj Sjöwall et Per Wahlöö.

## Source
- Claude Mesplède (dir.), Dictionnaire des littératures policières, vol. 2 : J - Z, Nantes, Joseph K, coll. « Temps noir », 2007, 1086 p. (ISBN 978-2-910-68645-1, OCLC 315873361), p. 588-589.